# Garcilaso Rollán
Garcilaso Rollán este un artist plastic spaniol.
Garcilaso Rollán a desenat fața noțională a pieselor euro spaniole cu valori nominale de 1, 2 și 5 eurocenți, având ca motiv Catedrala din Santiago de Compostela.